# Sukhasana

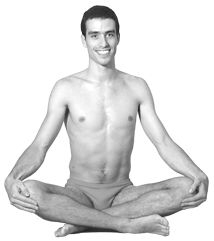
Sukhasana.

Sukhasana (en sánscrito: सुखासन, romanizado: sukhāsana, lit. '"postura del placer" o "postura fácil"') es una postura de meditación y oración usada en el hinduismo, el budismo, el sintoísmo y otras doctrinas asiáticas. Es la más simple y representativa de estas disciplinas, hasta el punto de ser conocida también como yogasana ("postura de yoga") por su asociación con dicho arte, y consiste en sentarse con las piernas cruzadas y la espalda recta. En Japón se la conoce como agura (胡坐, "sentarse a la manera de los bárbaros"), y sólo se considera aceptable en hombres y en ciertos contextos.

## Etimología
Su nombre hindú proviene de los términos sánscritos sukha (सुख, sukha), traducido como "placer", y asana (आसन, āsana) que significa "postura" o "asiento".

## Descripción
A diferencia de poses complejas como siddhasana o padmasana, sukhasana se puede realizar con facilidad y sin entrenamiento ni preparación física. Sin embargo, no es tenida por un método efectivo para la meditación avanzada, ya que dificulta mantenerse en equilibrio relajado e invita a encorvarse hacia delante. Para evitarlo, es útil sentarse sobre un cojín duro o zafu, que permite elevar el asiento de los glúteos y elevar a espina dorsa, ayudando así a mantenerla recta y alineada con la cabeza. También pueden emplearse ropas dobladas o almohadones. A pesar de esta reputación de principiante, gurús como Ramana Maharshi la recomiendan.

## Historia
Tanto los términos sukhasana como yogasana aparecen en documentos antiguos hindúes, entre ellos el Darshana Upanishad, como la posición básica de meditación. El Sritattvanidhi decimonónico también describe e ilustra esta pose.
El Kojiki y el Nihon Shoki de Japón muestran a Takemikazuchi y Futsunushi realizando el milagro de sentarse con las piernas cruzadas sobre espadas en punta.